# Hugo (imię)
Hugo, Hugon – imię męskie, które powstało przez skrócenie germańskich imion ze składnikiem hugu (rozum, umysł), co oznacza "człowiek rozumny, bystry".
Hugo imieniny obchodzi: 1 kwietnia, 9 kwietnia, 29 kwietnia, 10 sierpnia i 17 listopada.

## Odpowiedniki w innych językach
- angielski: Hugh
- esperanto: Hugo[1]

## Znane osoby noszące imię Hugo
- Ugo (kardynał S. Martino)
- Hugo I Burgundzki
- Hugo II (książę Burgundii)
- Hugo III (książę Burgundii)
- Hugo III Cypryjski
- Hugo z Lincoln
- Hugo z Rouen – święty katolicki
- Hugo Alfvén
- Hugo Armando (ur. 1978) – amerykański tenisista
- Hugh E. Blair
- Hugo Ferdinand Boss
- Hugo Chávez
- Hugh Clapperton (1788—1827) – brytyjski badacz północnej i zachodniej Afryki
- Hugues-Adhemar Cuénod – śpiewak szwajcarski
- Hugues Duboscq – francuski pływak
- Hugh Alexander Dunn
- Hugh Gaitskell
- Hugo Gjanković – chorwacki lekarz, chirurg
- Hugo van der Goes
- Hugh Grant
- Hugo Grocjusz
- Hugo Hartung – architekt niemiecki
- Hugo Hartung – pisarz niemiecki
- Hugo Häring
- Hugh Hefner
- Hugo I Henckel von Donnersmarck
- Hugh Jackman
- Hugo Kapet
- Hugo Koch

- Hugo Kołłątaj
- Hugh Laurie

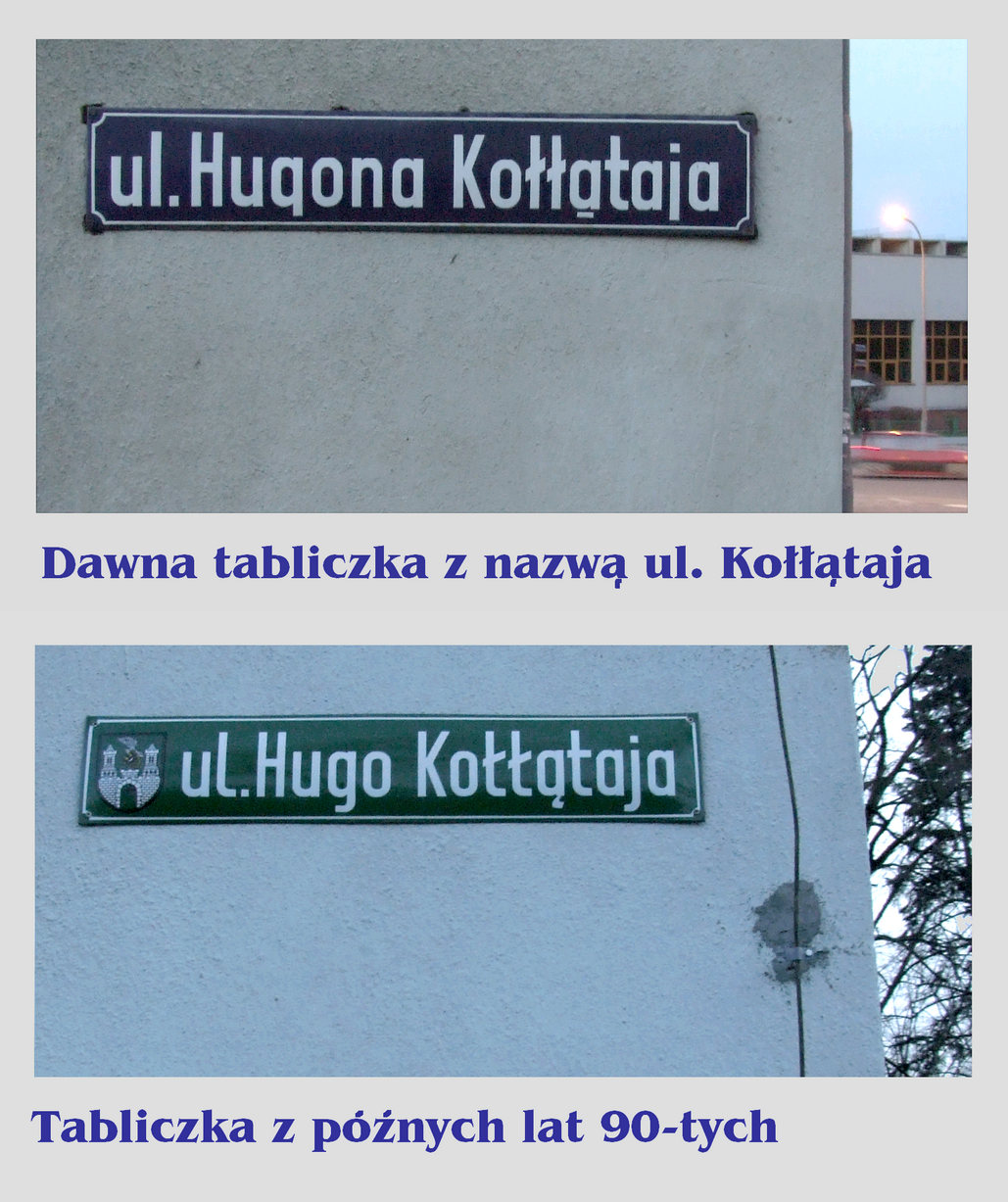
Kłopoty z odmianą imienia Hugo, odzwierciedlone na tabliczkach z nazwą ulicy

- Hugo Lloris – francuski piłkarz, bramkarz
- Hugo Münsterberg
- Hugues Obry – francuski szpadzista
- Hugues de Payns (Hugo de Payens) – francuski krzyżowiec
- Hugh David Politzer
- Hugo Pratt
- Hugues de Revel – wielki mistrz zakonu joannitów w latach 1258-1277
- Hugues Roger – francuski kardynał
- Hugues de Saint-Martial – francuski duchowny katolicki
- Hugo Sánchez
- Hugh Sinclair
- Hugo Steinhaus
- Hugo Tarres - polski aktor
- Hugh Thompson
- Hugo de Vermandois
- Hugo de Vries
- Hugo Weaving
- Hugo Wolf
- Hugo Wulfsohn – fabrykant łódzki
- Wystan Hugh Auden
- Jean-Hugues Anglade – francuski aktor, reżyser i scenarzysta
- Jean-Hugues Ateba Bilayi – kameruński piłkarz
- Hugues-Félicité-Robert de Lamennais – ksiądz
- Karol Hugo Burbon-Parmeński, ochrzczony jako (fr.): Hugues Marie Sixte Robert Louis Jean Georges Benoît Michel de Bourbon-Parme

Osoby o nazwisku Hugo:
- Victor Hugo
- Angelo Hugues

Odmiana imienia:
Do niedawna uznawano, że imię Hugo (podobnie jak Bruno i Iwo) z zasady w odmianie przybiera dodatkowy element tematu fleksyjnego -on-, a zatem forma "Hugona" stanowiła jedynie poprawny dopełniacz. Obecnie nadal forma "Hugona" uważana jest za wzorcową, trwa jednak dyskusja nad dopuszczeniem innych wariantów odmian.